# Björn Stephan
Björn Stephan (* 1987 in Schkeuditz) ist ein deutscher Journalist und Autor. Er lebt in München und arbeitet als freier Reporter für Die Zeit und das Süddeutsche Zeitung Magazin. 

## Leben und Wirken
Aufgewachsen in Schwerin studierte Björn Stephan in Berlin Geschichte und Politikwissenschaft. Anschließend besuchte er die Henri-Nannen-Schule in Hamburg. Für die Wochenzeitung Die Zeit arbeitete er als Redakteur und entwickelte das Ressort „Entdecken“ mit. Außerdem gründete er 2012 gemeinsam mit dem Journalisten Tin Fischer die Kuratorenplattform „ReportagenFM“, deren Herausgeber er inzwischen ist. Seine Texte und Reportagen wurden vielfach ausgezeichnet, unter anderem mit dem Reporterpreis, dem Deutschen Sozialpreis und dem Axel-Springer-Preis.
Im Februar 2021 ist sein Debütroman „Nur vom Weltraum aus ist die Erde blau“ bei Galiani Berlin erschienen. Er wurde mit dem Ulla-Hahn-Autorenpreis und dem Kunst- und Kulturpreis der Landeshauptstadt Schwerin ausgezeichnet, war Gewinner beim Debütantensalon der Erfurter Herbstlese und nominiert für den Theodor-Fontane-Preis sowie den Delia-Literaturpreis. Das Hörbuch, gelesen von Oliver Wnuk, wurde bei Roof Music veröffentlicht. Die Bühnenfassung wurde an den Cammerspielen Leipzig uraufgeführt.

## Auszeichnungen
- 2023: Literaturstipendium der Stadt München[13]
- 2023: Rummelsburger Journalist*innenpreis für "Wahre Größe", erschienen in der GEO[14]
- 2022: Arbeitsstipendium des Freistaats Bayern für Schriftstellerinnen und Schriftsteller[15]
- 2022: Kunst- und Kulturpreis der Landeshauptstadt Schwerin für Nur vom Weltraum aus ist die Erde blau[16]
- 2021: Ulla-Hahn-Autorenpreis für Nur vom Weltraum aus ist die Erde blau[17]
- 2021: Sozialcourage-Medienpreis für "Er schlägt sie. Sie bleibt bei ihm", erschienen in der ZEIT.[18]
- 2021: Dr. Georg Schreiber Medienpreis für "Tief im Verborgenen", erschienen im SZ-Magazin.[19]
- 2021: Axel-Springer-Preis für junge Journalisten für "Tief im Verborgenen", erschienen im SZ-Magazin.[20]
- 2020: DGPPN-Medienpreis für Wissenschaftsjournalismus für "Monster im Kopf", erschienen in der ZEIT.[21]
- 2020: Konrad-Duden-Journalistenpreis für "Im toten Winkel", erschienen im SZ-Magazin.[22]
- 2019: Journalistenpreis der Joseph- und Sonja-Ströbl-Stiftung für "Im toten Winkel", erschienen im SZ-Magazin.[23]
- 2019: Deutscher Sozialpreis für "Frau mit Klasse", erschienen im SZ-Magazin.[24]
- 2019: Ensemble-Preis für "Frau mit Klasse", erschienen im SZ-Magazin.[25]
- 2019: Hansel-Mieth-Preis (Auszeichnung) für "Frau mit Klasse", erschienen im SZ-Magazin.[26]
- 2019: Sozialcourage-Medienpreis für "Sie hatten kein Bett frei", erschienen in der ZEIT.[27]
- 2018: Konrad-Duden-Journalistenpreis für "Bundeswehr undercover", erschienen im Stern.[28]
- 2018: Medienpreis Bildungsjournalismus für "Die wittern deine Schwäche", erschienen in der ZEIT.[29]
- 2017: Reporterpreis für "Armer Hund!", erschienen in der ZEIT.[30]
- 2017: Medienpreis der Kindernothilfe für "Die Kindergräber", erschienen im SZ-Magazin.[31]
- 2017: Axel-Springer-Preis für junge Journalisten "Die Kindergräber", erschienen im SZ-Magazin.[32]
- 2017: Medienpreis Bildungsjournalismus für "Klassenunterschied", erschienen im SZ-Magazin.[33]
- 2017: BVKJ-Medienpreis für "Klassenunterschied", erschienen im SZ-Magazin.[34]
- 2017: Katholischer Medienpreis (Auszeichnung) für "Klassenunterschied", erschienen im SZ-Magazin.[35]
- 2016: Reporterpreis (Bester freier Reporter), für "Klassenunterschied", erschienen im SZ-Magazin.[36]
- 2016: ERM-Medienpreis für "Die Kindergräber", erschienen im SZ-Magazin.[37]
- 2016: Ferdinand-Simoneit-Nachwuchspreis für "Herr Horst kauft sich ein Dorf", erschienen in der ZEIT.[38]
- 2015: dpa-news-talent für "Der Stumpf", erschienen im SZ-Magazin.[39]
- 2014: Helmut-Stegmann-Preis für "Noch'n Käffchen", erschienen im ZEIT-Magazin.[40]

## Werk
- Björn Stephan: Nur vom Weltraum aus ist die Erde blau. Galiani Berlin, 2021, ISBN 3869712295